# Katsuko Kanesaka
Katsuko Kanesaka, obecnie Tanaka (jap. 金坂 克子 (田中) Kanesaka Katsuko (Tanaka); ur. 1 marca 1954 w prefekturze Chiba) – japońska siatkarka, złota medalistka igrzysk olimpijskich, mistrzostw świata, pucharu świata i igrzysk azjatyckich.

## Życiorys
Kanesaka wraz z reprezentacją Japonii zdobyła złote medale podczas igrzysk azjatyckich 1974 odbywających się w Teheranie oraz na mistrzostwach świata 1974 w Meksyku. Wystąpiła na igrzyskach olimpijskich 1976 w Montrealu. Zagrała wówczas we wszystkich meczach olimpijskiego turnieju, w tym we zwycięskim meczu finałowym ze reprezentacją Związku Radzieckiego. Tryumfowała w pucharze świata 1977 rozgrywanym w jej ojczyźnie.
W sezonie 1983/1984 była zawodniczką klubu Orange Attackers.